# گروو اوک (آلاباما)
گروو اوک (به انگلیسی: Grove Oak) یک منطقهٔ مسکونی در ایالات متحده آمریکا است که در شهرستان دیکلب، آلاباما واقع شده‌است. گروو اوک ۳۵۸٫۱۴ متر بالاتر از سطح دریا واقع شده‌است.